# 卡乡
恰乡（藏語：འཁྱག་），是中华人民共和国西藏自治区那曲市申扎县下辖的一个乡镇级行政单位。

## 行政区划
恰乡下辖以下地区：
普巴村、普玛村、德朗村、上仓贡玛村、强欧贡玛村和曲松普村。